# 福岡県道584号八重亀菅野来春線
福岡県道584号八重亀菅野来春線（ふくおかけんどう584ごう やえがめすがのらいはせん）は、福岡県久留米市から朝倉市に至る一般県道である。

## 概要
久留米市北野町八重亀から朝倉市来春に至る。
旧三井郡北野町の東端の西鉄甘木線 金島駅付近と朝倉市の中心部付近を結ぶ。
途中三井郡大刀洗町菅野を通過する。

### 路線データ
- 起点：福岡県久留米市北野町八重亀（金島交差点、福岡県道744号富多大城線交点）
- 終点：福岡県朝倉市来春（福岡県道33号甘木田主丸線交点）

## 路線状況

### 重複区間
- 福岡県道743号中尾大刀洗線（三井郡大刀洗町大字守部）
- 佐賀県道・福岡県道14号鳥栖朝倉線（三井郡大刀洗町大字三川）

### 道路施設

#### 橋梁
- 高成橋（小石原川、三井郡大刀洗町）
- 倉吉橋（二又川、朝倉市）
- 寒水橋（二又川、朝倉市）

## 地理

### 通過する自治体
- 福岡県
  - 久留米市 - 三井郡大刀洗町 - 朝倉市

### 交差する道路
| 交差する道路                                  | 市町村名 | 市町村名 | 交差する場所 | 交差する場所             |
| --------------------------------------------- | -------- | -------- | ------------ | ------------------------ |
| 福岡県道744号富多大城線                       | 久留米市 | 久留米市 | 北野町八重亀 | 金島交差点 / 起点        |
| 福岡県道743号中尾大刀洗線 重複区間起点        | 三井郡   | 大刀洗町 | 大字守部     |                          |
| 福岡県道743号中尾大刀洗線 重複区間起終点      | 三井郡   | 大刀洗町 | 大字守部     |                          |
| 佐賀県道・福岡県道14号鳥栖朝倉線 重複区間起点 | 三井郡   | 大刀洗町 | 大字三川     |                          |
| 佐賀県道・福岡県道14号鳥栖朝倉線 重複区間終点 | 三井郡   | 大刀洗町 | 大字三川     |                          |
| 福岡県道509号塔ノ瀬十文字小郡線               | 朝倉市   | 朝倉市   | 小隈         | ライス・センター南交差点 |
| 福岡県道8号馬田頓田線                         | 朝倉市   | 朝倉市   | 一木         | 一ツ木神社前交差点       |
| 福岡県道33号甘木田主丸線                      | 朝倉市   | 朝倉市   | 来春         | 終点                     |

### 沿線
- 西鉄甘木線 金島駅
- 金島郵便局
- 久留米市立金島小学校
- 平塚川添遺跡
- E34 大分自動車道 2 甘木IC（福岡県道8号馬田頓田線経由）
- 朝倉医師会病院（旧福岡県立朝倉病院）